# DFV-Supercup
A DFV-Supercup foi a supercopa de futebol da Alemanha Oriental, disputada entre os vencedores da DDR-Oberliga e da FDGB-Pokal de 1989. Com apenas uma edição a 5 de agosto de 1989. Tendo como vencedor o BFC Dynamo.

## Equipes
| Equipe         | Qualificação                          |
| -------------- | ------------------------------------- |
| BFC Dynamo     | Vencedores da FDGB-Pokal de 1988-89   |
| Dynamo Dresden | Vencedores da DDR-Oberliga de 1988-89 |

## Final
| BFC Dynamo                                      | 4–1       | Dynamo Dresden |
| ----------------------------------------------- | --------- | -------------- |
| - Schulz 31 ' - Boneca 62 ' , 75 ' - Ernst 84 ' | Relatório | Sammer 87 '    |

Stadion der Freundschaft , Cottbus
Presença: 22.347
Árbitro: Klaus-Dieter Stenzel ( Forst )